# Абель, Карл Фридрих
Карл Фри́дрих А́бель (нем. Carl Friedrich Abel; 22 декабря 1723, Кётен — 20 июня 1787, Лондон) — немецкий композитор и исполнитель на виоле да гамба. Сын Христиана Фердинанда Абеля, внук Кламора Генриха Абеля. С 1759 года жил и работал в Лондоне.

## Биография
Отец Абеля  был близко знаком с Иоганном Себастьяном Бахом, под руководством которого играл в кётенском придворном оркестре, а сам Карл Фридрих, по утверждению Чарльза Бёрни, обучался у И. С. Баха. Считается, что именно по рекомендации Баха 24-летний Абель в 1748 году поступил в дрезденский придворный оркестр, руководимый Иоганном Адольфом Хассе, где проработал 10 лет. 
В 1759 году Абель переселился в Англию, где стал придворным композитором королевы Шарлотты. После приезда в Лондон в 1762 году Иоганна Христиана Баха Абель и Бах-младший много работали вместе и в 1764 году учредили совместный концертный проект, который стал первым в Англии циклом платных концертов по подписке. Он дал множество концертов своих собственных композиций в Лондоне, выступал на разных музыкальных инструментах, одним из которых была пятиструнная виолончель («пятиконечная струна»), которую незадолго изобрёл Мерлен.
Абель был широко известен как музыкант-виртуоз. Иоганн Вольфганг Гёте назвал его последним великим гамбистом. Возродивший исполнительство на виоле да гамба Кристиан Дёберайнер дебютировал в 1905 году как гамбист исполнением сонаты Абеля. Композиторское наследие Абеля довольно обширно, хотя наибольшую известность одна из его симфоний получила несколько курьёзным образом: рукописная партитура её была найдена в бумагах Вольфганга Амадея Моцарта и опубликована под его именем как Симфония № 3 (K 18); судя по всему, юный Моцарт переписал её для себя в 1764 году с учебными целями. 
Абелю принадлежит множество симфоний, сонат, концертов и увертюр. Он также охотно участвовал в сочинении шуточных опер-пастишей, являвшихся обычно плодом коллективного творчества, — в частности, музыка Абеля, наряду с музыкой Иоганна Христиана Баха, есть в трёхактной опере «Том Джонс» по роману Генри Филдинга, поставленной в Лондоне в 1769 году. В 1763 году совместно с графом Сен-Жерменом написал музыкальную комедию «Летняя сказка».